# Castlewood, South Dakota
Castlewood är en ort i Hamlin County i South Dakota. Orten har fått sitt namn efter en plats i en roman av William Thackeray. Vid 2010 års folkräkning hade Castlewood 627 invånare.